# 송인득
송인득(宋仁得, 1958년 2월 19일 ~ 2007년 5월 23일)은 대한민국 前 아나운서이다. 스포츠 중계를 전문으로 하였던 MBC 문화방송 아나운서였으며, 동계,하계 올림픽과 아시안게임, FIFA 월드컵 축구등 각종 국제 대회와 국내 프로야구, 미국 메이저 리그 야구 중계를 많이 맡았다. 중계가 없을 때에는 라디오 뉴스나 스포츠 전문 하이라이트 프로그램을 진행하였다. 중계하면서 남긴 기록들 중 KBO 리그에 관련된 각종 선수들과 팀의 기록들이 많기로 유명하며, 1982년 KBO 리그 원년부터 중계를 함께하였던 허구연 해설위원과의 명 콤비로 잘 알려졌다. 마라톤 경기 중계를 마친 후 병으로 쓰러져 신촌 세브란스병원에서 투병하다가 2007년 5월 23일 간경화로 향년 49세의 나이에 별세했다. 쓰러지기 전날인 5월 9일 오후까지 제 7회 전국 구간 마라톤 대회 중계방송을 2시간에 걸쳐 녹화했는데, 이 마지막 방송은 그가 중환자실에서 의식이 없었을 때 MBC에서 심야에 녹화 중계되었다. TV로 그의 목소리를 들었던 가족들과 동료들의 마음을 아프게 했으며, 그의 MBC 입사동기이면서 당시 MBC 아나운서 국장이었던 성경환은 그의 죽음을 두고 대한민국 방송계에 큰 손실이라고 언급하였다.
MBC의 현직 스포츠 캐스터들은 물론 타 방송사의 많은 스포츠 중계 캐스터들은 그의 경기 기록 분석과 중계 방식을 하나의 교과서처럼 여겨 왔다고 한다.
그가 야구 중계를 대비하기 위해 틈틈이 기록해 놓았던 야구 노트는 KBO가 매년 자료집을 낼 때마다 반드시 참고해 갔던 자료였다. 사후

## 이력
- 서울 오산고등학교 졸업
- 국민대학교 경제학과 학사[5]
- 1982년 MBC 아나운서로 입사하여 방송 생활을 시작하였다.
- 1997년 아나운서팀 차장, 2001년 한국아나운서연합회장[5]
- 2001년 한국아나운서협회 9대 회장[6]
- 2002년 아나운서국 아나운서1부 위원
- 2005년 6월에 MBC 아나운서국 아나운서2부 부장이 되었다.
- 2006년 6월 독일 월드컵 캐스터
- 2006년 MBC 스포츠 중계 전문 아나운서[6]
- 2007년 2월 부국장으로 승진
- 2007년 제34회 한국방송대상 올해의 방송인 공로상을 수상했다.
- 2007년 5월 23일 간경화로 인한 뇌출혈로 사망, 직급을 국장으로 추서[7]

## 저서
- 그림으로 보는 야구 규칙 (1986년)
- 올림픽 총서 (1992년)[5]

## 상훈
- 2007년 9월 제34회 방송대상 공로상 수상[8][9][10][10]
- 2007년 11월 아나운서 대상 특별상 수상[11]